# Вулиця Любомира Романківа (Львів)
Вулиця Любомира Романківа — вулиця у Франківському районі міста Львова, в місцевості Вулька. Пролягає паралельно до вулиці Княгині Ольги.

## Історія та забудова
Від 1938 року вулиця мала назву Наленч-Скалковського, на честь польського історика Адама Мечислава Скалковського, в часі німецької окупації — Хендельґассе, на честь німецького композитора Георга Генделя. З 1944 до 1950 року — Скалковського, на честь радянського вояка Леоніда Скалковського. Від 1950 року — вул. Червона.
18 липня 2024 року начальник ЛОВА ухвалив рішення про перейменування понад 130 вулиць в населених пунктах Львівщини, спираючись на рекомендації робочої групи з питань декомунізації при Львівській ОВА, до якої увійшли, зокрема, історики, ветерани російсько-української війни та активні жителі громад. Таким чином, вулиця Червона перейменована на вулицю Любомира Романківа, на честь провідного науковця компанії IBM українського походження, співвинахідника процесів створення тонкоплівкових індуктивних і магніторезистивних мікроголовок для запису інформації Любомира Романківа.
Забудова вулиці — одно- і двоповерхова садибна 1910-1930-х років, нова двоповерхова 2000-х років, також наявна новобудова 2013 року.